# Gare de Martinvast
La gare de Martinvast est une ancienne gare ferroviaire française de la ligne de Mantes-la-Jolie à Cherbourg, située sur le territoire de la commune de Martinvast, dans le département de la Manche en région Normandie. 
Mise en service en 1858 par la Compagnie des chemins de fer de l'Ouest, elle est fermée en 1981 par la Société nationale des chemins de fer français (SNCF).

## Situation ferroviaire
Établie à 63 m d'altitude, la gare de Martinvast était située au point kilométrique (PK) 364,264 de la ligne de Mantes-la-Jolie à Cherbourg, entre la gare fermée de Couville et la gare terminus de Cherbourg.

## Histoire
La station de Martinvast est mise en service le 17 juillet 1858 lors de l'ouverture de la section de Caen à Cherbourg par la Compagnie des chemins de fer de l'Ouest. Elle est édifiée à proximité immédiate du bourg centre. Il s'agit d'une station de troisième classe ayant coûté 37 122 francs comprenant notamment, un bâtiment voyageurs, un cabinet d'aisances, une lampisterie et un hangar à marchandises. Elle est équipée d'un quai d'embarquement pour les bestiaux et d'un appareil permettant le chargement et le déchargement des wagons avec une charge de 5 à 6 tonnes.
Au début des années 1900, le bâtiment voyageurs comporte une marquise et le passage d'un quai à l'autre se fait au niveau des voies ; un abri est établi sur l'autre quai. Le 22 mai 1907, le trafic a augmenté et le service ne suit pas ; la municipalité demande la création d'un troisième poste d'agent.
En 1911, la gare est un centre industriel important avec une dizaine d'agents occupés aux différentes fonctions nécessaires au fonctionnement. Ils doivent notamment gérer : la desserte des trains de voyageurs tractés par des locomotives Pacific à raison de trois aller-retours entre Cherbourg et Coutances ou Caen chaque jour ; les trains supplémentaires mis en service lors des fêtes de la commune ; le chargement et le déchargement des trains de marchandises qui s'arrêtent plusieurs fois par jour ; la grue qui charge des billes de bois.
De 1933 à 1935, d'importants travaux de restauration et modernisation ont lieu. Ils ont notamment consisté au ravalement des façades noircies par les fumées ainsi qu'à la refonte et à la peinture du bureau du chef de gare, des guichets et de la salle d'attente ; l'environnement extérieur n'a pas été oublié avec le remplacement des anciennes barrières de clôture par de nouvelles en ciment armé avec un enduit blanc.
En 1970, l'activité marchandises est arrêtée. Le dernier arrêt d'un train de voyageurs a lieu en 1981. À la suite de cette décision de la SNCF, la municipalité demande, par un courrier du 9 octobre 1981 adressé à l'exploitant, de mettre en place un transport routier de substitution avec un arrêt de car pour relier Cherbourg. Le 16 octobre, la réponse de la société nationale est négative, du fait d'un manque de potentiel de voyageurs.
En 2010, le bâtiment voyageurs a disparu ; de l'ancienne gare, il ne reste qu'un vaste espace vide avec un hangar à marchandises à proximité des deux voies électrifiées de la ligne.

## Service des voyageurs
La gare est fermée.

## Iconographie
- Martinvast - La Gare et l'Église, édition Jan Cherbourg (carte postale ancienne, début des années 1900).